# ドイツ自動車工業会

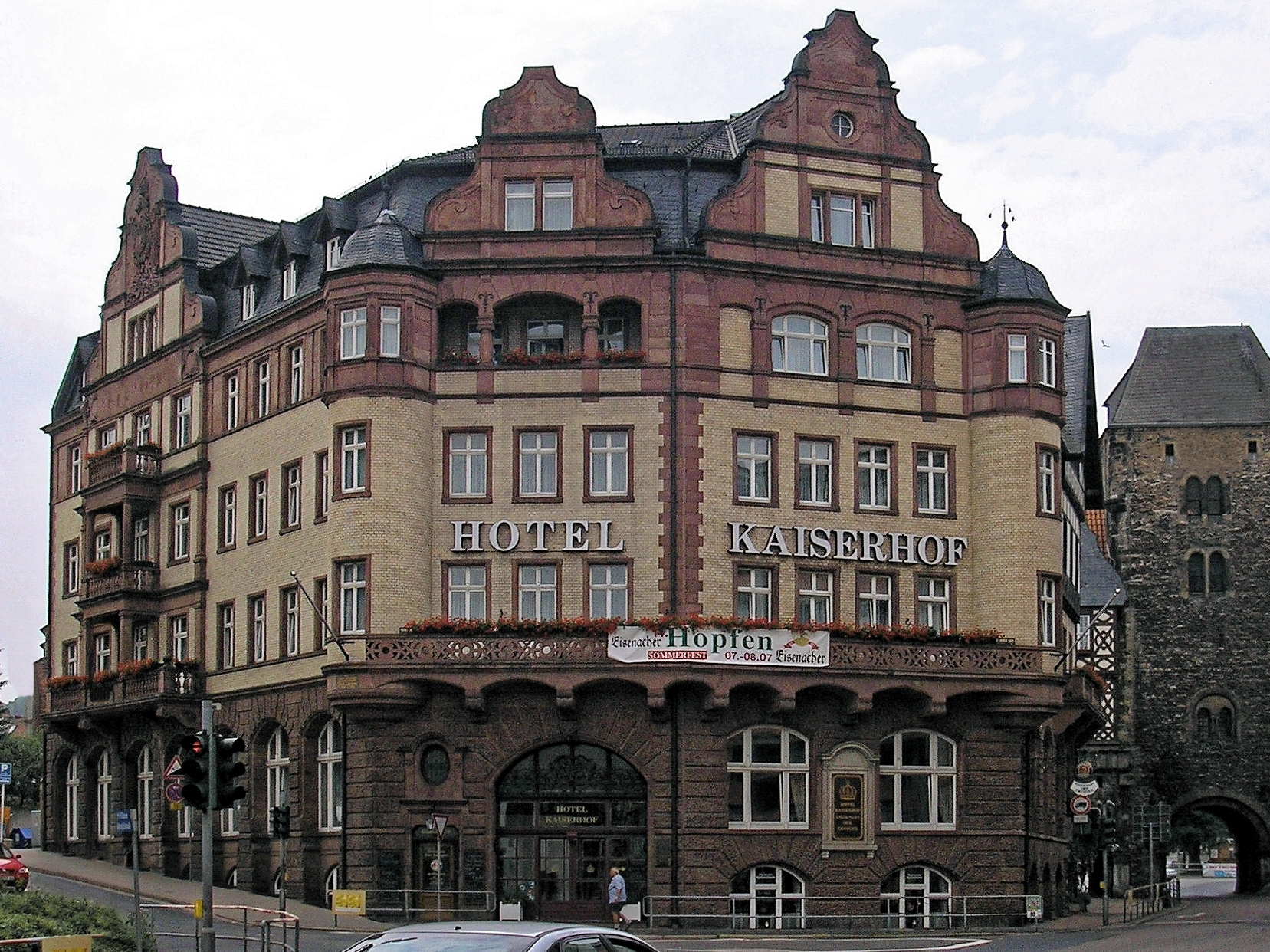
ドイツ自動車工業会が設立された場所であるKaiserhofホテル

ドイツ自動車工業会（どいつじどうしゃこうぎょうかい ）は、ドイツの自動車生産企業を会員とする業界団体。ドイツ語表記では Verband der Automobilindustrie
で、独略称はVDA。

## 沿革
- 1901年 - 1月19日にアイゼナハのKaiserhofホテルで前身の組織であるドイツ自動車産業家協会(VDMI)が設立された。
- 1923年 - ライヒスヴェルバード・デア・オートモビインダストリー(RDA)に改称された。
- 1946年 - 第二次世界大戦の終結後の1946年5月2日から現在の名称である自動車工業会(VDA)になった。

## 所在地
- 設立時はアイゼナハにあったが、現在はベルリンに所在。

## 会員企業
- ダイムラー
- フォルクスワーゲン
- オペル
- BMW

## その他
自動車に関する規格を策定したり、ドイツの自動車産業を代表する利益団体であり、交通政策に関するロビー活動を行っている。

## VDA規格
- VDA1 - 文書化と記録保存
- VDA2 - 生産工程・製品承認
- VDA3 - 自動車メーカー及びサプライヤーの信頼性保証
- VDA4 - プロセス概観における品質保証
- VDA5.1 - 車体製造におけるトレーサブルなインライン計測
- VDA 6.1 - QMシステム監査
- VDA 6.3 - プロセス監査
- VDA 6.5 - 製品監査
- VDA 6.7 - プロセス監査
- VDA 7 - 品質データ交換
- VDA 8 - 8原則による問題解決
- VDA 9 - 排出ガス及び燃料消費の品質保証